# Zbytečnákapela.cz
Zbytečnákapela.cz je desáté studiové album české punk-rockové kapely Totální nasazení vydané v roce 2015. Jedná se o první album, na kterém se podílel nový kytarista skupiny Karel „Karloss“ Máša, bývalý člen skupiny Jaksi Taksi. Ke čtyřem písničkám z tohoto alba nahrála skupina i videoklipy.
Album se žánrově nese v čistě punk-rockovém žánru, s občasným únikem k pop-punku („Kdo jsi?“, „Zapomenutý sny“, „Když to není“ či „O hvězdáři a kometě“) a punk-metalu („Tichá voda“,„ Mordor“), své zastoupení má i píseň v mírném nádechu ska („Pseudoradikál“).
Textově i hudebně jsou písně tematicky vážnějšího charakteru. První skladba „Pseudoradikál“ je jakýsi odkaz na předešlé trio písní s názvem „Nazi-Czech“ (I, II, III), a opět se zabývá protinacistickou a šovinistickou tematikou. Druhá píseň „Tichá voda“ je novou verzí stejnojmenné písně z dema Totální nasazení 1994 z roku 1994, pouze je oproti původní verzi v metal-pop-punkovém kabátu. Třetí a čtvrtá píseň patří do standardu současného stylu Totálního nasazení, téma obou písní „Když to není“ a „Kdo jsi?“ zasahuje do lidského charakteru. Skladba „Irská“ je veselou „cestovatelskou zpovědí" hudebníka, který na pozvání Jimmyho Kellyho přijme pozvání hrát v revivalu irské skupiny Cranberries – na závěr písně se krátký cover této kapely objevuje. Pátá píseň„Antoš" zavítá do města Slaného, odkud kapela pochází – tentokrát se jedná o oslavnou ódu na slánský pivovar. Sedmá skladba „Zapomenutý sny" je pocta padlým hrdinům, kteří bojovali v protinacistickém odboji za 2. sv. války. Píseň „Otevřete oči" je mírnou agitací, která upozorňuje, že zvířata ve světě trpí a jsou týrána a zabíjena, a lidé pouze apaticky přihlíží. Předposlední „Mordor" je středověká (metalová) skladba (píseň už před tím vyšla na desce punk-metalové kapely R.Z.M, ve které baskytarista a frontman Totálního nasazení Svatopluk Šváb vystupoval). Poslední závěrečný song „O hvězdáři a kometě" je pohádkovým duetem mezi frontmanem Totálního nasazení a zpěvačkou spřízněné kapely Deratizéři – Martinou Vykoukovou.
Album má celkovou stopáž přes 30 minut.

## Seznam skladeb
| Pořadí | Název                               | Hudba          | Text                          | Délka |
| ------ | ----------------------------------- | -------------- | ----------------------------- | ----- |
| 1.     | Pseudoradikál                       | Svatopluk Šváb | Svatopluk Šváb                | 3:23  |
| 2.     | Tichá voda                          | Svatopluk Šváb | Svatopluk Šváb a Viktor Čížek | 2:57  |
| 3.     | Když to není                        | Svatopluk Šváb | Svatopluk Šváb                | 2:31  |
| 4.     | Kdo jsi?                            | Svatopluk Šváb | Svatopluk Šváb                | 2:55  |
| 5.     | Irská                               | Svatopluk Šváb | Svatopluk Šváb                | 3:50  |
| 6.     | Antoš                               | Karel Máša     | Svatopluk Šváb                | 3:09  |
| 7.     | Zapomenutý sny                      | Karel Máša     | Svatopluk Šváb                | 3:56  |
| 8.     | Otevřete oči                        | Karel Máša     | Svatopluk Šváb                | 3:14  |
| 9.     | Mordor                              | tradiční       | Svatopluk Šváb                | 4:05  |
| 10.    | O hvězdáři a kometě (feat. Martina) | Svatopluk Šváb | Svatopluk Šváb                | 3:23  |

## Sestava při nahrávání
- Svatopluk Šváb – baskytara, zpěv a sbory (1–10)
- Karel Máša – elektrická kytara, zpěv a sbory, akustická kytara (1–10)
- Petr Žák – bicí, sbory (1–10)
- Martina Vykouková – zpěv, sbory, irská flétna, zobcová flétna, saxofon (1, 5, 6, 10)
- Aleš Uhlíř – sbory (5–6)
- Radek Valenta – akustická kytara (5)
- Jan Orthober – metalová elektrická kytara (9)
- David Pavlík – sbor (6)
- Zdeněk Šikýř – klávesy, šestistrunné banjo, zvukové efekty (1, 5, 7, 9)